# 兔棋

兔方和犬方遊戲的起始位置

兔棋（Hare games），是昔日流行於歐洲中古世紀兩人棋類統稱，具有數種大致相同的規則與棋盤，歷史可追溯至古羅馬的熊棋，勝利條件與老虎棋類似，但不具吃子規則，與後來的狐棋有關。

## 棋具
- 棋盤為不等邊的六邊形，繪有斜線交叉。

- 分為兩方：犬方、兔方。
  - 犬方：有三枚稱為犬的棋子。
  - 兔方：有一枚稱為兔的棋子。

## 規則
- 棋子皆放在棋點。

- 任何棋子皆須需棋盤上的斜縱橫線移動至鄰近的空白棋點。但犬方不可後退。

- 犬方使兔棋不能移動獲勝。

- 兔方棋子移到離起始位置最遠的棋點而獲勝[2]。

## 外部連結
- 線上遊戲
- 遊戲介紹
- 遊戲下載